# Éric Löhrer
Éric Löhrer est un guitariste et compositeur français né le 15 février 1965 à Paris.
Il a notamment joué avec Jean-Michel Pilc, Andy Emler, Julien Lourau, Éric Barret, Édouard Ferlet, Élisabeth Kontomanou ou Kellylee Evans.
Il est également accompagnateur de musiciens issus de la pop/world, tels que Ibrahim Maalouf, Rokia Traoré, Geoffrey Oryema, Jeanne Cherhal, Ornette, Alain Chamfort ou Steve Nieve.

## Biographie
Le premier album qu'il achète, avant de découvrir le jazz, est Music of My Mind de Stevie Wonder (1972). Il cite également parmi ses influences principales Bach, Thelonious Monk, John Coltrane, Miles Davis, Herbie Hancock, Wayne Shorter, Jimi Hendrix, Django Reinhardt, Jim Hall, Tony Williams ou encore Léo Ferré.
Éric Löhrer commence sa carrière alors qu'il mène des études de philosophie. À 23 ans, en 1988, il publie son premier album, Éric Löhrer trio.
En 1996 il fait partie d'Olympic Gramofon, un groupe éphémère qui publie un seul album.
En 1998 paraît Évidence, un album en guitare acoustique solo consacré à la musique de Thelonious Monk, salué par la critique (4 étoiles Jazzman, Citizenjazz.com).
Il accompagne Jeanne Cherhal, et renoue avec le jazz en 2005 en jouant avec Julien Lourau sur on album Fire and forget.
En 2008 paraît Sélène song avec Jean-Charles Richard (ss), Éric Surmenian (cb) et Patrick Goraguer, sur lequel Éric Löhrer se montre un « guitariste rare capable avec finesse et nuances d’exprimer la légèreté et la gravité profonde avec autant d’aisance naturelle. »
Depuis 2009, il enseigne le jazz et les musiques actuelles au Conservatoire à rayonnement régional de Paris.
En 2011 il publie Nuit d'ombrelle avec Didier Malherbe, fondateur du groupe Gong, album sélectionné par FIP et bien accueilli par la critique,,.
Il intègre le Hadouk Trio en 2013. Il joue de la guitare acoustique, du lap-steel du cavaquinho et du banjo sur Hadoukly Yours (2014), et ajoute la guitare électrique sur Le Cinquième Fruit (2016).
En 2018, il signe la musique du documentaire The Things We Keep d'Alessandro Cassigoli et Casey Kauffman.

## Discographie

### En tant que leader ou co-leader
- 1989 : La mer a perlé rousse — Éric Löhrer trio (20-21 mai 1989, Blue Line VB052CD) (BNF 38333089)
- 1991 : Open Air (27 novembre 1990, Musidisc 500192) (OCLC 659315440)
- 1992 : Open Air : Attitudes (mars 1992, Musidisc 500322) (OCLC 407211401)
- 1992 : Dans le Bleu, Éric Löhrer trio (Blue Line)
- 1996 : Olympic Gramofon, avec Olympic Gramofon (Pee Wee, réédité par Label Bleu en 2003)
- 1998 : Évidence, compositions de Thelonious Monk (2 et 1er juillet 1997, Siesta, réédité par Subsequence en 2008) (OCLC 743150846)
- 2008 : Sélène song, Éric Löhrer quartet (Subsequence) (OCLC 742839683)
- 2011 : Nuit d'ombrelle, avec Didier Malherbe (juillet et octobre 2010, 2CD Naïve) (OCLC 767842478)
- 2020 : Trio Sessions 2020/1, avec Jacques Bernard et Stéphane Beuvelet
- 2021 : Les Doigts de la main, avec Jacques Bernard
- 2024 : L[EG]ACY, avec Jean-Charles Richard (8-9 septembre 2023, Subsequence/L'heure du loup)

### AvecHadouk Trio
- 2014 : Hadoukly Yours, Hadouk quartet (12-15 juillet 2013, Naïve) (OCLC 897869531)
- 2016 : Le Cinquième Fruit (Naïve) (OCLC 994838985)

### En tant que sideman
Avec Red Whale
- 1991 : Queekegg (Maracatu/IHL)
- 1995 : Mozol (Milan/BMG)

Avec Jean-Michel Pilc
- 1993 : Big One (EMP/Harmonia Mundi)

Avec Xtralab
- 1994 : La vie criminelle de Richard III (Le chapeau rouge)

Avec Pierrejean Gaucher
- 1997 : Zappe Zappa (Musiclip/IHL)

Avec Superphénix
- 1999 : Superphénix (Tristar/Sony)

Avec Jeanne Cherhal
- 2004 : Douze fois par an (Tôt ou tard)
- 2005 : À la Cigale (DVD, Tôt ou tard)
- 2006 : L'Eau (Tôt ou tard)

Avec Julien Lourau
- 2005 : Fire and forget (Label Bleu)
- 2007 : Vs Rumbabierta (Label Bleu)

Avec Éric Barret septet
- 2005 : My Favourite Songs (Futura et Marge)

Avec ALMO
- 2005 : Unlocked (Unlocked)
- 2007 : Eleven Love Intentions (Unlocked)

Avec  MOP
- 2007 : Pop (Chief Inspector/Discograph)

Avec Ibrahim Maalouf
- 2009 : Diachronism (MisterProd/Discograph)

Avec Kellylee Evans
- 2013 : I Remember When (Universal Jazz)
- 2015 : Come On (Decca)

### Musique de film
- 2018 : The Things We Keep, Alessandro Cassigoli et Casey Kauffman